# Campeonato Sudamericano de Baloncesto Femenino Sub-17 de 2013
El Campeonato Sudamericano de baloncesto Femenino Sub-17 de 2013 corresponde a la XVII edición del Campeonato Sudamericano de Baloncesto Femenino Sub-17, que es organizado por FIBA Américas. Fue disputado en Portoviejo, en la provincia de Manabi, Ecuador, entre el 21 de octubre y el 25 de octubre de 2013 y clasifica a 3 equipos al Fiba Americas Femenino Sub-18 2014.

## Primera fase

### Grupo A
|   | Equipo   | Pts | J | G | P | PF  | PC  | Dif  |
| - | -------- | --- | - | - | - | --- | --- | ---- |
| 1 | Brasil   | 6   | 3 | 3 | 0 | 318 | 96  | +222 |
| 2 | Ecuador  | 5   | 3 | 2 | 1 | 181 | 170 | +11  |
| 3 | Paraguay | 4   | 3 | 1 | 2 | 190 | 262 | -72  |
| 4 | Uruguay  | 3   | 3 | 0 | 3 | 127 | 288 | -161 |

| 21 de octubre, 16:00              | Brasil                            | 123 - 19                            | Uruguay    |  |
| Reporte                           |                                   |                                     |            |  |
| Parciales: 31-6, 26-3, 31-6, 35-4 | Parciales: 31-6, 26-3, 31-6, 35-4 | Parciales: 31-6, 26-3, 31-6, 35-4   | Portoviejo |  |
| Vitoria Domingos 22 puntos        | Pts                               | Sofia Josefina Nilson 6 puntos      | Portoviejo |  |
| Bianca Araujo 15 rebotes          | Rebs                              | Rocio Noel Scarabini 4 rebotes      | Portoviejo |  |
| Vitoria Domingos 10 asistencias   | Asists                            | María Fernanda Geraldi 1 asistencia | Portoviejo |  |

| 21 de octubre, 20:30                  | Paraguay                              | 52 - 77                               | Ecuador    |  |
| Reporte                               |                                       |                                       |            |  |
| Parciales: 11-11, 13-31, 14-17, 14-18 | Parciales: 11-11, 13-31, 14-17, 14-18 | Parciales: 11-11, 13-31, 14-17, 14-18 | Portoviejo |  |
| Paola Sumie Akita 11 puntos           | Pts                                   | Viviana Zurita 21 puntos              | Portoviejo |  |
| Natalia Beatriz Quevedo 6 rebotes     | Rebs                                  | Daniela Soledad Camacho 10 rebotes    | Portoviejo |  |
| Paola Sumie Akita 2 asistencias       | Asists                                | Viviana Zurita 4 asistencias          | Portoviejo |  |

| 22 de octubre, 16:00                     | Brasil                               | 112 - 43                              | Paraguay   |  |
| Reporte                                  |                                      |                                       |            |  |
| Parciales: 26-15, 20-10, 37-15, 29-3     | Parciales: 26-15, 20-10, 37-15, 29-3 | Parciales: 26-15, 20-10, 37-15, 29-3  | Portoviejo |  |
| Vitoria Domingos 28 puntos               | Pts                                  | Natalia Beatriz Quevedo 15 puntos     | Portoviejo |  |
| Gabriela Guimaraes 13 rebotes            | Rebs                                 | Natalia Beatriz Quevedo 7 rebotes     | Portoviejo |  |
| Caroline Fernanda Dos Reis 7 asistencias | Asists                               | Maria Alejandra Cáceres 4 asistencias | Portoviejo |  |

| 22 de octubre, 20:00                 | Uruguay                            | 35 - 70                            | Ecuador    |  |
| Reporte                              |                                    |                                    |            |  |
| Parciales: 5-14, 17-11, 5-28, 8-17   | Parciales: 5-14, 17-11, 5-28, 8-17 | Parciales: 5-14, 17-11, 5-28, 8-17 | Portoviejo |  |
| Florencia Fernández 11 puntos        | Pts                                | Bianca Cristina Vera 19 puntos     | Portoviejo |  |
| Paula Romina Sosa 8 rebotes          | Rebs                               | Daniela Soledad Camacho 9 rebotes  | Portoviejo |  |
| Victoria Araceli Alvez 2 asistencias | Asists                             | Karla Yépez 4 asistencias          | Portoviejo |  |

| 23 de octubre, 14:00                 | Paraguay                             | 95 - 73                              | Uruguay    |  |
| Reporte                              |                                      |                                      |            |  |
| Parciales: 25-9, 19-21, 24-25, 27-18 | Parciales: 25-9, 19-21, 24-25, 27-18 | Parciales: 25-9, 19-21, 24-25, 27-18 | Portoviejo |  |
| Natalia Beatriz Quevedo 39 puntos    | Pts                                  | Paula Romina Sosa 20 puntos          | Portoviejo |  |
| Natalia Beatriz Quevedo 15 rebotes   | Rebs                                 | Paula Romina Sosa 13 rebotes         | Portoviejo |  |
| Paola Sumie Akita 4 asistencias      | Asists                               | Natasha Dolinsky 2 asistencias       | Portoviejo |  |

| 23 de octubre, 20:00                   | Ecuador                            | 34 - 83                              | Brasil     |  |
| Reporte                                |                                    |                                      |            |  |
| Parciales: 11-15, 8-16, 7-27, 8-25     | Parciales: 11-15, 8-16, 7-27, 8-25 | Parciales: 11-15, 8-16, 7-27, 8-25   | Portoviejo |  |
| Karla Andrea Cajamarca 7 puntos        | Pts                                | Caroline Fernanda Dos Reis 20 puntos | Portoviejo |  |
| Jessica Yomara Solorzano 4 rebotes     | Rebs                               | Gabriela Guimaraes 11 rebotes        | Portoviejo |  |
| Melanie Shirley Cevallos 3 asistencias | Asists                             | Tayna Dos Reis 8 asistencias         | Portoviejo |  |

### Grupo B
|   | Equipo    | Pts | J | G | P | PF  | PC  | Dif  |
| - | --------- | --- | - | - | - | --- | --- | ---- |
| 1 | Argentina | 6   | 3 | 3 | 0 | 242 | 141 | +101 |
| 2 | Chile     | 5   | 3 | 2 | 1 | 242 | 178 | +64  |
| 3 | Venezuela | 4   | 3 | 1 | 2 | 199 | 231 | -32  |
| 4 | Perú      | 3   | 3 | 0 | 3 | 113 | 246 | -133 |

| 21 de octubre, 14:00                | Venezuela                           | 66 - 49                              | Perú       |  |
| Reporte                             |                                     |                                      |            |  |
| Parciales: 8-16, 26-13, 22-11, 10-9 | Parciales: 8-16, 26-13, 22-11, 10-9 | Parciales: 8-16, 26-13, 22-11, 10-9  | Portoviejo |  |
| Genesis Rivera 15 puntos            | Pts                                 | Valeria Gordillo 12 puntos           | Portoviejo |  |
| Odana Pamela Marcano 8 rebotes      | Rebs                                | Jose Marlene Jaen 8 rebotes          | Portoviejo |  |
| Patricia Vanessa Sosa 4 asistencias | Asists                              | Maria Alejandra Cossio 2 asistencias | Portoviejo |  |

| 21 de octubre, 18:00                    | Chile                                | 52 - 70                              | Argentina  |  |
| Reporte                                 |                                      |                                      |            |  |
| Parciales: 10-23, 8-11, 18-20, 16-16    | Parciales: 10-23, 8-11, 18-20, 16-16 | Parciales: 10-23, 8-11, 18-20, 16-16 | Portoviejo |  |
| Catalina Alejandra Abuyeres 16 puntos   | Pts                                  | Victoria Llorente 17 puntos          | Portoviejo |  |
| Catalina Alejandra Abuyeres 9 rebotes   | Rebs                                 | Aldana Belen Arture 9 rebotes        | Portoviejo |  |
| Jenifer Alejandra Fuentes 3 asistencias | Asists                               | Magali Aldana Armesto 3 asistencias  | Portoviejo |  |

| 22 de octubre, 14:00                  | Perú                               | 33 - 95                                | Chile      |  |
| Reporte                               |                                    |                                        |            |  |
| Parciales: 6-21, 8-25, 8-22, 11-27    | Parciales: 6-21, 8-25, 8-22, 11-27 | Parciales: 6-21, 8-25, 8-22, 11-27     | Portoviejo |  |
| Gianella Pierina Navarrete 10 puntos  | Pts                                | Catalina Alejandra Abuyeres 26 puntos  | Portoviejo |  |
| Valeria Alejandra Ojeda 7 rebotes     | Rebs                               | Catalina Alejandra Abuyeres 11 rebotes | Portoviejo |  |
| Valeria Alejandra Ojeda 2 asistencias | Asists                             | Jessica Valentina Wevar 9 asistencias  | Portoviejo |  |

| 22 de octubre, 18:00                 | Argentina                            | 87 - 58                              | Venezuela  |  |
| Reporte                              |                                      |                                      |            |  |
| Parciales: 20-18, 22-13, 23-9, 22-18 | Parciales: 20-18, 22-13, 23-9, 22-18 | Parciales: 20-18, 22-13, 23-9, 22-18 | Portoviejo |  |
| Grecia Agostina González 22 puntos   | Pts                                  | Siuly Jose Marcano 23 puntos         | Portoviejo |  |
| Victoria Llorente 14 rebotes         | Rebs                                 | Siuly Jose Marcano 7 rebotes         | Portoviejo |  |
| Agustina Sol García 4 asistencias    | Asists                               | Odana Pamela Marcano 3 asistencias   | Portoviejo |  |

| 23 de octubre, 16:00               | Argentina                          | 85 - 31                              | Perú       |  |
| Reporte                            |                                    |                                      |            |  |
| Parciales: 25-7, 17-6, 15-13, 28-5 | Parciales: 25-7, 17-6, 15-13, 28-5 | Parciales: 25-7, 17-6, 15-13, 28-5   | Portoviejo |  |
| Victoria Llorente 20 puntos        | Pts                                | Andrea Maria Tagle 12 puntos         | Portoviejo |  |
| Aldana Belen Arture 8 rebotes      | Rebs                               | Gianella Pierina Navarrete 6 rebotes | Portoviejo |  |
| Emilia Giustiniani 4 asistencias   | Asists                             | Valeria Gordillo 2 asistencias       | Portoviejo |  |

| 23 de octubre, 18:00                       | Venezuela                             | 75 - 95                                | Chile      |  |
| Reporte                                    |                                       |                                        |            |  |
| Parciales: 22-20, 20-19, 14-27, 19-29      | Parciales: 22-20, 20-19, 14-27, 19-29 | Parciales: 22-20, 20-19, 14-27, 19-29  | Portoviejo |  |
| Genesis Rivera 20 puntos                   | Pts                                   | Barbara Rocio Cousiño 34 puntos        | Portoviejo |  |
| Siuly Jose Marcano 11 rebotes              | Rebs                                  | Catalina Alejandra Abuyeres 16 rebotes | Portoviejo |  |
| Waldimar Alejandra Rodríguez 4 asistencias | Asists                                | Barbara Rocio Cousiño 8 asistencias    | Portoviejo |  |

### 5 al 8 lugar
| 24 de octubre, 14:00                  | Paraguay                            | 53 - 51                               | Perú       |  |
| Reporte                               |                                     |                                       |            |  |
| Parciales: 13-15, 15-15, 18-5, 7-16   | Parciales: 13-15, 15-15, 18-5, 7-16 | Parciales: 13-15, 15-15, 18-5, 7-16   | Portoviejo |  |
| Natalia Beatriz Quevedo 18 puntos     | Pts                                 | Valeria Alejandra Ojeda 13 puntos     | Portoviejo |  |
| Paola Sumie Akita 9 rebotes           | Rebs                                | Maria Alejandra Lora 13 rebotes       | Portoviejo |  |
| Maria Alejandra Cáceres 5 asistencias | Asists                              | Sharahi Pierina Jiménez 4 asistencias | Portoviejo |  |

| 24 de octubre, 17:00                 | Venezuela                            | 91 - 52                              | Uruguay    |  |
| Reporte                              |                                      |                                      |            |  |
| Parciales: 14-8, 30-18, 25-13, 22-13 | Parciales: 14-8, 30-18, 25-13, 22-13 | Parciales: 14-8, 30-18, 25-13, 22-13 | Portoviejo |  |
| Laury Alejandra García 14 puntos     | Pts                                  | Paula Romina Sosa 12 puntos          | Portoviejo |  |
| Siuly Jose Marcano 9 rebotes         | Rebs                                 | Sofia Josefina Nilson 10 rebotes     | Portoviejo |  |
| Odana Pamela Marcano 4 asistencias   | Asists                               | Victoria Araceli Alvez 4 asistencias | Portoviejo |  |

### Partido por el 7 lugar
| 25 de octubre, 14:00                  | Uruguay                             | 53 - 51                               | Perú       |  |
| Reporte                               |                                     |                                       |            |  |
| Parciales: 13-15, 15-15, 18-5, 7-16   | Parciales: 13-15, 15-15, 18-5, 7-16 | Parciales: 13-15, 15-15, 18-5, 7-16   | Portoviejo |  |
| Natalia Beatriz Quevedo 18 puntos     | Pts                                 | Valeria Alejandra Ojeda 13 puntos     | Portoviejo |  |
| Paola Sumie Akita 9 rebotes           | Rebs                                | Maria Alejandra Lora 13 rebotes       | Portoviejo |  |
| Maria Alejandra Cáceres 5 asistencias | Asists                              | Sharahi Pierina Jiménez 4 asistencias | Portoviejo |  |

### Partido por el 5 lugar
| 25 de octubre, 16:00                       | Venezuela                            | 78 - 58                               | Paraguay   |  |
| Reporte                                    |                                      |                                       |            |  |
| Parciales: 17-24, 18-11, 16-9, 27-14       | Parciales: 17-24, 18-11, 16-9, 27-14 | Parciales: 17-24, 18-11, 16-9, 27-14  | Portoviejo |  |
| Patricia Vanessa Sosa 19 puntos            | Pts                                  | Natalia Beatriz Quevedo 18 puntos     | Portoviejo |  |
| Siuly Jose Marcano 11 rebotes              | Rebs                                 | Natalia Beatriz Quevedo 14 rebotes    | Portoviejo |  |
| Waldimar Alejandra Rodríguez 4 asistencias | Asists                               | Natalia Beatriz Quevedo 6 asistencias | Portoviejo |  |

## Fase final

### Semifinal
| 24 de octubre, 18:00                  | Brasil                                | 84 - 65                                | Chile      |  |
| Reporte                               |                                       |                                        |            |  |
| Parciales: 17-15, 22-14, 16-15, 29-21 | Parciales: 17-15, 22-14, 16-15, 29-21 | Parciales: 17-15, 22-14, 16-15, 29-21  | Portoviejo |  |
| Kananda Benedicto 19 puntos           | Pts                                   | Barbara Rocio Cousiño 17 puntos        | Portoviejo |  |
| Vitoria Domingos 10 rebotes           | Rebs                                  | Catalina Alejandra Abuyeres 11 rebotes | Portoviejo |  |
| Vitoria Domingos 5 asistencias        | Asists                                | Sendy Genesis Basaez 4 asistencias     | Portoviejo |  |

| 24 de octubre, 20:00                 | Argentina                            | 73 - 41                              | Ecuador    |  |
| Reporte                              |                                      |                                      |            |  |
| Parciales: 18-10, 22-10, 15-9, 18-12 | Parciales: 18-10, 22-10, 15-9, 18-12 | Parciales: 18-10, 22-10, 15-9, 18-12 | Portoviejo |  |
| Victoria Llorente 14 puntos          | Pts                                  | Daniela Soledad Camacho 15 puntos    | Portoviejo |  |
| Victoria Llorente 12 rebotes         | Rebs                                 | Daniela Soledad Camacho 6 rebotes    | Portoviejo |  |
| Agustina Sol García 4 asistencias    | Asists                               | Viviana Zurita 3 asistencias         | Portoviejo |  |

### Partido por el 3 lugar
| 25 de octubre, 18:00                   | Ecuador                               | 55 - 85                                | Chile      |  |
| Reporte                                |                                       |                                        |            |  |
| Parciales: 15-29, 17-26, 13-11, 10-19  | Parciales: 15-29, 17-26, 13-11, 10-19 | Parciales: 15-29, 17-26, 13-11, 10-19  | Portoviejo |  |
| Karla Yepez 12 puntos                  | Pts                                   | Barbara Rocio Cousiño 27 puntos        | Portoviejo |  |
| Daniela Soledad Camacho 8 rebotes      | Rebs                                  | Catalina Alejandra Abuyeres 15 rebotes | Portoviejo |  |
| Melanie Shirley Cevallos 3 asistencias | Asists                                | Sendy Genesis Basaez 5 asistencias     | Portoviejo |  |

### Final
| 25 de octubre, 20:00                 | Argentina                            | 63 - 86                              | Brasil     |  |
| Reporte                              |                                      |                                      |            |  |
| Parciales: 22-24, 8-12, 22-27, 11-23 | Parciales: 22-24, 8-12, 22-27, 11-23 | Parciales: 22-24, 8-12, 22-27, 11-23 | Portoviejo |  |
| Magali Aldana Armesto 12 puntos      | Pts                                  | Thayna Silva 25 puntos               | Portoviejo |  |
| Victoria Llorente 9 rebotes          | Rebs                                 | Bianca Araujo 13 rebotes             | Portoviejo |  |
| Agustina Sol García 4 asistencias    | Asists                               | Tayna Dos Reis 5 asistencias         | Portoviejo |  |

| Brasil         |
| Campeón Brasil |
| Décimo Título  |

## Clasificación
| Posición | Equipo    |
| -------- | --------- |
| 1        | Brasil    |
| 2        | Argentina |
| 3        | Chile     |
| 4        | Ecuador   |
| 5        | Venezuela |
| 6        | Paraguay  |
| 7        | Uruguay   |
| 8        | Perú      |

## Clasificados al FIBA Américas Femenino Sub-18 2014
| Bandera de Brasil | Bandera de Argentina | Bandera de Chile |
| Brasil            | Argentina            | Chile            |
| ----------------- | -------------------- | ---------------- |